# Neodorcadion bilineatum
Neodorcadion bilineatum ist ein Käfer aus der Familie der Bockkäfer und der Unterfamilie Lamiinae.
Der Artname "bilineatum"  weist auf die beiden weißen Längslinien auf den Flügeldecken hin. Das am Boden lebende Insekt ist im südöstlichen Europa zu Hause und strahlt von dort nach Mitteleuropa ein.

## Merkmale des Käfers
Der Körper ist etwa oval und erreicht eine Länge von 12 bis 14 Millimeter. Der Körper ist schwarz, erscheint aber wegen der Tomentierung uneinheitlich graubraun.
Der Kopf ist senkrecht zur Körperachse nach unten geneigt. Die Mundwerkzeuge zeigen nach unten. Das letzte Glied des Kieferntasters ist spindelförmig (Abb. 4, rechts rot). Im Unterschied zu den zahlreichen Arten der Gattung Dorcadion ist der Vorderrand des Kopfschildes (Abb. 4, rechts über der grünen Membran) nicht vorgezogen, er liegt mit der Basis der Mandibeln (Abb. 4, rechts gelb) in einer Ebene. Die elfgliedrigen Fühler erreichen etwa das letzte Drittel der Flügeldecken, die einzelnen Fühlerglieder sind am Ende knotig verdickt. Das dritte Fühlerglied ist kürzer als das erste (Abb. 2). Die nierenförmigen Facettenaugen umgreifen die Fühlerbasis von hinten. Auf dem Scheitel sind die Innenränder der Augen stärker einander genähert als die Innenränder der Fühlerbasen (Abb. 3 und Taxobild).
Der Halsschild ist etwas breiter als lang und an den Seiten in einen spitzen Höcker ausgezogen, der leicht nach hinten zeigt. Wie der Kopf hat er eine mehr oder weniger deutliche weiße Mittelbinde.
Die Flügeldecken sind durch die Tomentierung matt braun mit je einer deutlich abgesetzten weißen Längsbinde. Sie haben vorspringende Schulterecken. An der Basis der Flügeldecken entspringen zwei Rippen. Die kräftige Schulterrippe verläuft seitlich und reicht über die Mitte der Flügeldecke hinaus. Die schwächere Rückenrippe entspringt am Innenrand der Schulter, konvergiert leicht zur Flügeldeckennaht und läuft schnell aus.
Die Beine sind sehr robust. Die fünfgliedrigen Tarsen erscheinen nur viergliedrig (Pseudotetramer), da das sehr kleine vierte Tarsenglied zwischen den Lappen des dritten Tarsengliedes verborgen liegt.
| Abb. 1: Seitenansicht Abb. 2: Vorderansicht Abb. 3: Unterseite | Abb. 4: Kopf, rechts teils koloriert gelb: Oberkiefer blau: Oberlippe grün:Membran zwischen Oberlippe und Kopfschild; rot: Endglied des Kiefertasters |

## Biologie
Die Art ist wärmeliebend. Die Larven fressen Wurzeln von Gras und anderen Kräutern. Zur Entwicklung benötigen sie ein Jahr. Die Käfer erscheinen im Frühjahr.

## Verbreitung
Das Verbreitungsgebiet der südosteuropäischen Art ist nicht kompakt. Im Westen beginnt es in Italien. Die Art fehlt jedoch in Österreich und Slowenien. Von Kroatien zieht sich das Verbreitungsgebiet über Ungarn und die Slowakei bis in die Ukraine, fehlt aber in Rumänien. Im Süden trifft man die Art in Griechenland und den nördlich daran angrenzenden Ländern.